# جون كيو (فلم)
جون كيو (بالإنجليزية: .John Q) هو فيلم جريمة أمريكي من إخراج نيك كاسافيتس سنة 2002، وبطولة دنزل واشنطن.

## القصة
يعمل (جون كيو) في أحد المصانع، وينحصر عالمه البسيط بين عمله وعائلته المكونة من زوجته (دينيس) وابنه (مايكل)، وهدفه الوحيد في الحياة هو الاهتمام بهما. يفقد مايكل الوعي في أثناء لعب مباراة بيسبول، فيأخذه جون سريعًا إلى المستشفى، وهناك يخبره الأطباء بأن مايكل يعاني من تضخم القلب، والحل الوحيد لإنقاذه هو زراعة قلب في أسرع وقت. يكتشف جون أن تأمينه الصحي ضئيل، ولا يكفي لتغطية تكاليف العملية. يصاب جون باليأس والإحباط، ويقرر فعل المستحيل لإنقاذ حياة ابنه. يقوم باحتجاز المرضى والعاملين بالمستشفى كرهينة حتى يقوم الأطباء بالموافقة على إجراء العملية.

## الممثلون
- دنزل واشنطن في دور John Quincy Archibald
- كيمبرلي إليز في دور Denise Archibald
- Daniel E. Smith في دور Michael "Mike" Archibald
- جيمس وودز في دور Dr. Raymond Turner
- آن هاش في دور Rebecca Payne
- روبرت دوفال في دور Lt. Frank Grimes
- راي ليوتا في دور Chief Gus Monroe
- إدي غريفين في دور Lester Matthews
- لورا هارينج في دور Gina Palumbo
- إيثان سوبلي في دور Guard Max Conlin
- كيفن كونولي في دور Steve Maguire

## روابط خارجية
- مقالات تستعمل روابط فنية بلا صلة مع ويكي بيانات